# ヘヴンズ・ゲート (宗教団体)
ヘヴンズ・ゲート（英: Heaven's Gate；日: 天国の門）は、アメリカ合衆国カリフォルニア州サンディエゴを拠点に活動した、マーシャル・アップルホワイトとボニー・ネトルスによるUFOを信仰する宗教団体である。1997年のヘール・ボップ彗星出現の際に集団自殺を行い、消滅した。
神智学協会や近現代の様々な大衆運動の影響を受けているが、宗教学者の吉永進一は、ヘブンズ・ゲートの教義はグノーシス主義の系譜に連なると指摘している。

## 概要
この団体は、マーシャル・アップルホワイト（1931年-1997年）とボニー・ネトルス（1928年-1985年）の2人が1970年代に創設した。大学で音楽を教えていたアップルホワイトは、学生との同性愛スキャンダルで職を追われてノイローゼとなった時に、看護婦だったボニー・ネトルスに会って慰めを得た。ネトルズは神智学協会会員だったことがあり、オカルトや秘教の知識を持っていた。ニューエイジ運動から生まれたほかの新宗教と同様、かれらの信仰は、黙示録と救済の考え方を中心とするキリスト教の教義、進化論、他の世界（次元）への旅を題材とするSFを折衷したものであった。
ヘヴンズ・ゲートの信者たちは、地球はまさに「リセット」（一掃、一新、若返り）の時にあり、人が生き残るためには地球から旅立つことが唯一の道だと強く信じていた。かれらは、「人間」の肉体は「旅」の手助けをする乗り物に過ぎないとしていた。ヘール・ボップ彗星とともにやってくる宇宙船に魂を乗せるためとして、指導者アップルホワイトと38人の信者が自殺を遂げた。

## 沿革と教義
ジャック・バレーの著書「メッセンジャーズ・オブ・デセプション」によると、この団体はアップルホワイトが心臓発作による臨死体験から生還したとしている1970年代はじめに活動を開始した。彼らは、みずからをヨハネの黙示録11章3節に記された「二人の証人」になぞらえた。当初は精神的な書籍を扱う書店の経営を行ったがうまくいかず、国内を移動しながらその信仰を宣伝することにつとめた。
アップルホワイトとネトルスは、自分たちをさまざまな名前で呼んでいた。「Bo and Peep（）」や「Do and Ti（）」がよく知られている。また、団体の名称もさまざまなものが使われており、バレーが取材したときには HIM と称していた。
ヘヴンズ・ゲートの中心的教義は、個人の霊的成長であり、人間はより高次の段階に意識を進化させるために、地球で学ぶ学生であるとされた。「天の王国」から「魂の萌芽」を受け取っている一部の選ばれた人間は「人間以上のレベル」の王国への帰還を願うが、帰還のためには性愛や家族関係といった人間的な条件を克服する必要があるとされた。彼らの教義は中世の修道僧と比較することができる。信者たちは物質的なものを捨て、非常に禁欲的な生活を送った。教団は強く連結し、すべてのものが共有されていた。アップルホワイトを含む6人の男性メンバーは禁欲的な生活をしやすくするために自ら進んで去勢を行った。「天の王国」の宇宙人は地球人を見守っており、真理を伝えるために二千年前にイエスを派遣したが、人間が真理を聞き入れないために、何度目かの終末的危機が近づいてきていると考えられた。人間の堕落は「神の王国」から転落した宇宙人「ルシファー教徒」の影響もあり、現在の地球の宗教や倫理を作り上げたのは、ルシファー教徒による悪の組織であるという。
資金面では、ハイアー・ソースという名称でウェブサイト構築のサービスを行って顧客から報酬を得ることで成り立っていた。
この団体は公式的には自殺に反対をしていた。かれらの考えによれば、自殺という行為はそれが示されたときに「ネクスト・レベル」にそむくものと考えられていた。
地球の「リセット」の前に地球を去って生き残る方法として、かれらはいくつかの方法を考えていた。そのうちのひとつは、この世界では忌み嫌われているものだった。「この世界や肉体さえも厭うわれわれの信仰心を試すのならば、たとえ「ネクスト・レベル」の存在を実証できなくても旅立つこともできる」。
信者達は、「ネクスト・レベルの子供」であることの証として、名前（ファーストネーム）の後に「オディ」をつけることになっていた。このことは集団自殺の数日前にあたる1997年3月19日に収録されたアップルホワイトの最後のビデオ「Do's Final Exit」で説明された。

## 集団自殺
1996年11月にヘール・ボップ彗星の写真に謎の物体が映っているといううわさが広がり、彼らは「天の王国」からUFOが迎えに現われ、ヘブンズ・ゲートのメンバーが「引き上げられる」時が来たと考えた。
教祖アップルホワイトと38人の信者達は、1997年3月26日カリフォルニア州ランチョ・サンタフェのアップスケールサンディエゴコミュニティにある賃貸住宅の中から遺体で見つかった。ヘヴンズ・ゲートの元信者だったウェイン・クックとチャーリー・ハンフリースは、それから後追い自殺を図って失敗し同年5月に回復したが、翌年2月に再び自殺を図り死亡。ヘヴンズ・ゲートの集団自殺はカルト自殺の一例として広く報道された。
自殺を行う前に、彼らは体を清めるためにいつものように柑橘類のジュースを飲んだ。死因はフェノバルビタールを混ぜたウォッカを飲み、頭からビニール袋をかぶったことによる窒息死で、発見時は顔と胴は四角い紫色の布で覆われていて、皆自分達の寝台にきちんと横たわった状態だった。全ての遺体のポケットには5ドル札1枚と25セント硬貨が見つかった。尚39の遺体は皆黒いシャツにスウェットパンツ、足には新品の黒と白のナイキの運動靴、腕には「ヘヴンズ・ゲート上陸班」とあて布のついたアームバンドといういでたちだった。
この自殺はいくつかのグループに分かれて行われ、残った信者達はそのひとつ前のグループの後片付けを行うという段取りでおこなわれた。
また、アメリカ陸軍にコンピュータ技術を教えていた、サンディエゴに拠点を構えるアドバンスト・ディベロップメント・グループで働いていた3人の信者サースン・オディ、シルビィ・オディ、エレイン・オディは、集団自殺の前に自殺した。この3人は内気ながらも礼儀正しく親しみ易かったが、隠し事をしがちだった。

## 自殺報道
主要メディアには広く知られてはいなかったが、この団体は社会学者ロバート・バルクによる一連の学術的研究同様、UFOサークルでは知られていた。またジャック・バレーが編集長を務めるメッセンジャーズ・オブ・デセプションでは、ヘヴンズ・ゲートの主催する通常とは異なるパブリック・ミーティングを行う形でバレーが教団に取材を行った。
ジャック・バレーはしばしばコンタクティ団体における権威主義者の宗教的および政治的な見解を書いた本について心配していることを述べ、実際ヘヴンズ・ゲートは批判にさらされていた。
1994年、LAウィークリーはジ・トータル・オーバーカマーズという教団についての記事を掲載した。
この記事はリオ・ディアンゲロがグループを見つけ、一時的に入ったことが書かれている。2007年、ディアンゲロはLAウィークリーの表紙にこの教団に関する記事を書いた。
ルイス・セローズは、1997年3月初頭、BBC Twoのドキュメンタリーシリーズ「ルイス・セローズ・ワイヤード・ウィークエンズ」制作のためにヘヴンズ・ゲートに電子メールを送ったが、ドキュメンタリーが自分たちが集中するものへの妨げになるとして番組制作に協力しないという内容の返事が返ってきたと話している。

## パロディなど
この団体は、アメリカ合衆国のテレビアニメシリーズ「ファミリー・ガイ」の「チキ・チキ・デス・バン」という回でパロディされた。この回は、メグが自殺しようとするカルト教団に入信したいと申し込む内容であり、薬物入りカクテルや去勢などといった、ヘヴンズ・ゲートを連想させるような場面が多々ある。